# Portalrubio de Guadamejud
Portalrubio de Guadamejud é um município da Espanha na província de Cuenca, comunidade autónoma de Castilla-La Mancha, de área 21,03 km² com população de 53 habitantes (2007) e densidade populacional de 3,19 hab/km².

## Demografia
| Variação demográfica do município entre 1991 e 2004 | Variação demográfica do município entre 1991 e 2004 | Variação demográfica do município entre 1991 e 2004 | Variação demográfica do município entre 1991 e 2004 |
| --------------------------------------------------- | --------------------------------------------------- | --------------------------------------------------- | --------------------------------------------------- |
| 1991                                                | 1996                                                | 2001                                                | 2004                                                |
| 118                                                 | 105                                                 | 65                                                  | 67                                                  |